# 元興寺
元興寺（がんごうじ）は、奈良県奈良市にある寺院。南都七大寺の1つ。
蘇我馬子が飛鳥に建立した日本最古の本格的仏教寺院である法興寺（飛鳥寺）が、平城京遷都に伴って平城京内に移転した寺院である。奈良時代には近隣の東大寺、興福寺と並ぶ大寺院であったが、中世以降次第に衰退した。

## 現状
同寺の系譜を引く次の3寺院が分立し、現在に至る。どれも国の史跡に指定されている。
1. 元興寺（奈良市中院町）
旧称「元興寺極楽坊」。1978年（昭和53年）「元興寺」に改称。
真言律宗、西大寺末寺。本尊は板絵智光曼荼羅。元興寺子院極楽坊の系譜を引き、鎌倉時代から独立。本堂・禅室・五重小塔は国宝。境内は国の史跡「元興寺極楽坊境内」。世界遺産「古都奈良の文化財」の構成資産の1つ。
2. 元興寺（奈良市芝新屋町）
別称「元興寺塔跡」。
華厳宗、東大寺末寺。本尊は十一面観音。元興寺五重塔・観音堂（中門堂）の系譜を引く。木造薬師如来立像は国宝。境内は国の史跡「元興寺塔跡」。
3. 小塔院（奈良市西新屋町）
真言律宗。本尊は虚空蔵菩薩。元興寺小塔院の系譜を引く。境内は国の史跡「元興寺小塔院跡」。

## 歴史的元興寺

### 創建の経緯

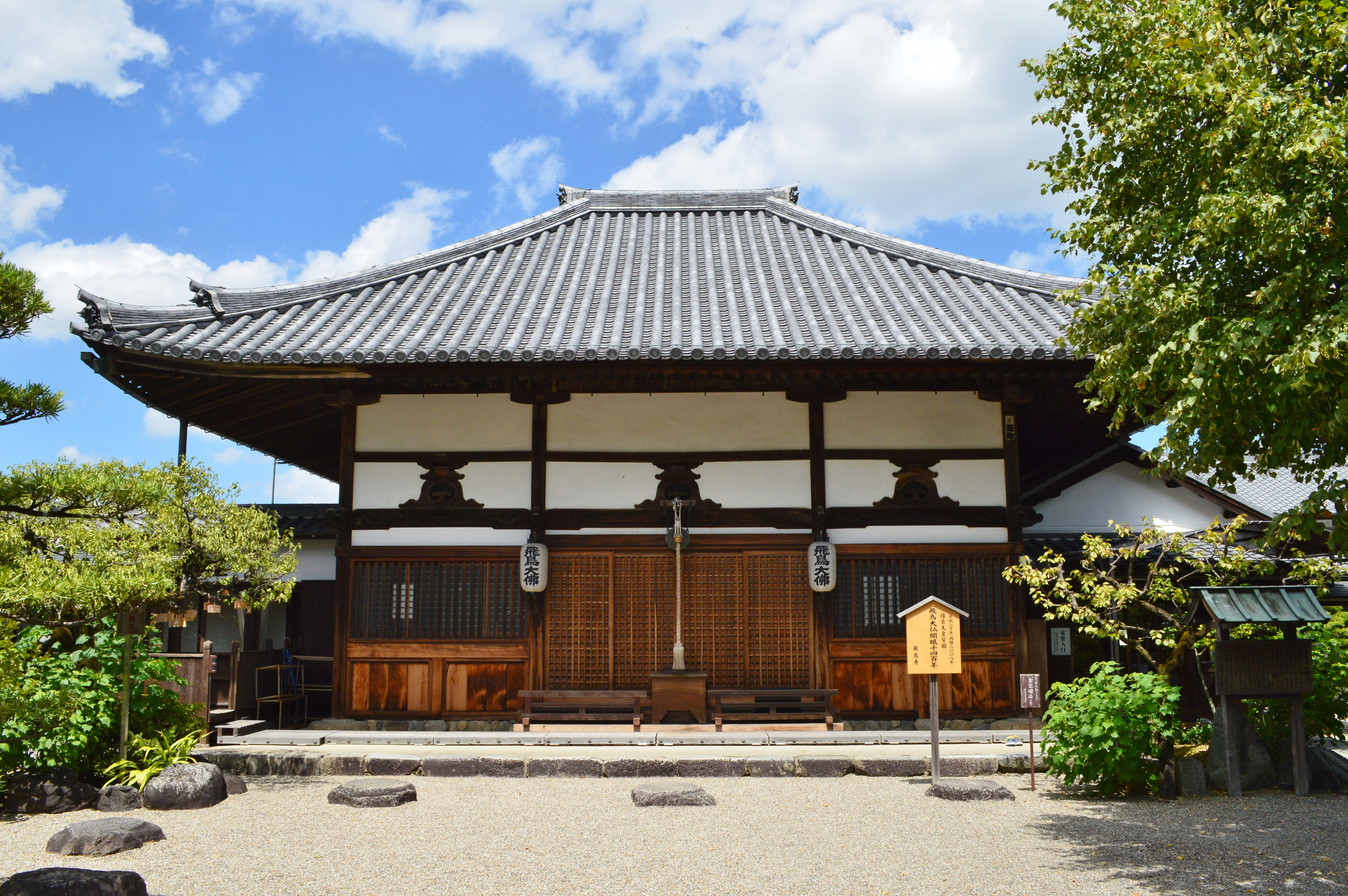
飛鳥寺（明日香村）

和銅3年（710年）の平城京遷都に伴って、飛鳥にあった薬師寺、厩坂寺（のちの興福寺）、大官大寺（のちの大安寺）などは新都へ移転した。
法興寺（飛鳥寺）も養老2年（718年）平城京へ移転したが、飛鳥の法興寺は廃止されずに元の場所に残った。通常、飛鳥にある寺を「法興寺」「本元興寺」、平城京の方の寺を「元興寺（新元興寺）」と称し区別する。「法興」も「元興」も、日本で最初に仏法が興隆した寺院であるとの意である。

### 往時の伽藍と寺域

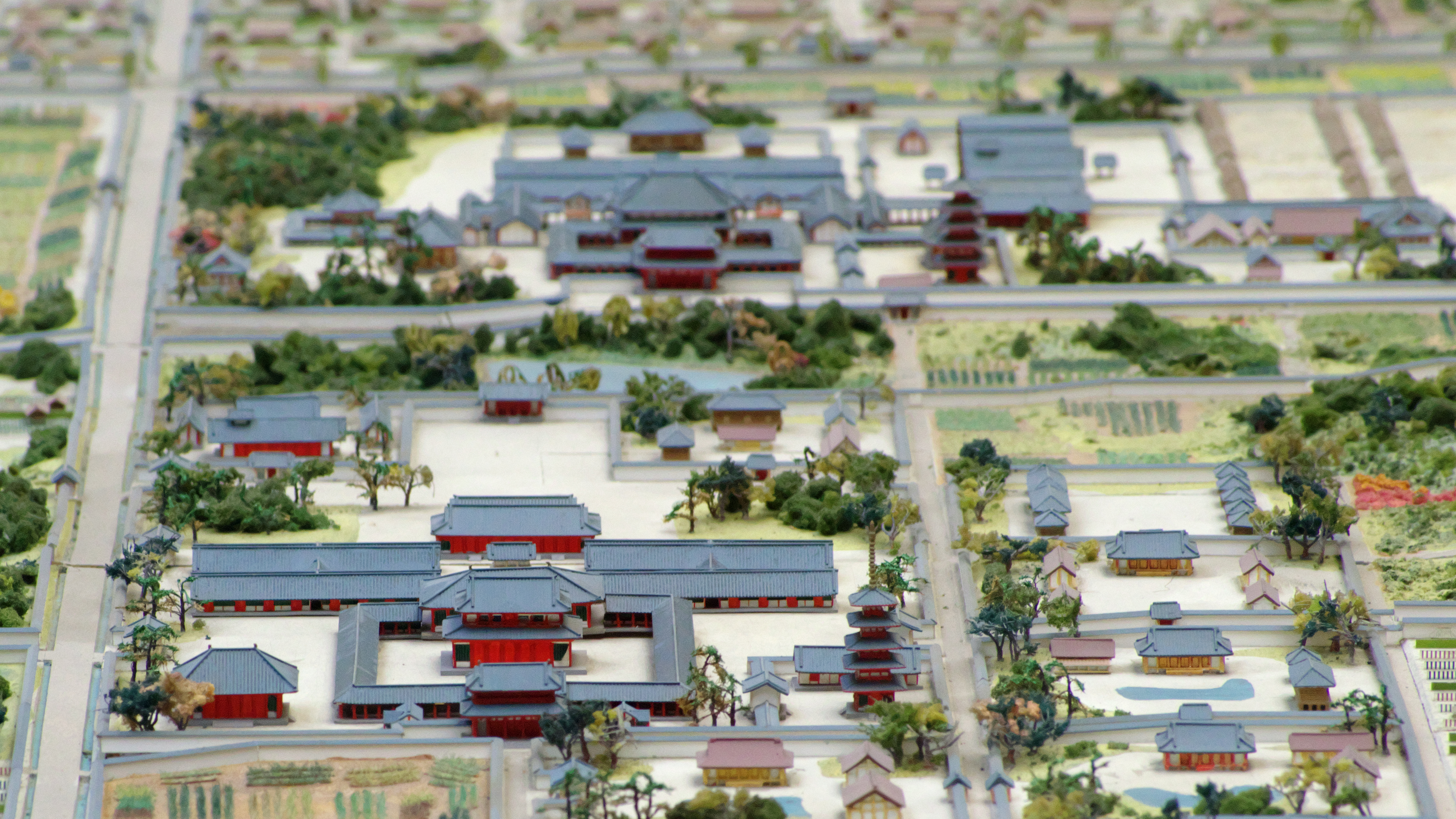
平城京の元興寺の模型（奈良市役所所蔵平城京1/1000模型の一部）
南側から見る。後方の寺院は興福寺

奈良時代の元興寺は三論宗と法相宗の道場として栄え、東大寺や興福寺と並ぶ大伽藍を誇っていた。伽藍は、南大門、中門、金堂（本尊は弥勒菩薩）、講堂、鐘堂、食堂（じきどう）が南北に一直線に並び、中門左右から伸びた回廊が金堂を囲み、講堂の左右に達していた。回廊の外側、東には五重塔を中心とする東塔院、西には小塔院があった（小塔院には、国宝の五重小塔が屋内に安置されていたものと思われる）。これらの建物はすべて焼失して現存しない。
なお、講堂の背後左右には、数棟ずつの僧房（僧の居住する建物）があった。これは、東西に長い長屋のような建物で、このうち東側手前にあった僧房を鎌倉時代に改造したものが、現存する極楽坊の本堂と禅室である。
寺域は南北4町（約440メートル）、東西2町（約220メートル）と南北に細長く、興福寺の南にある猿沢池の南方、今日「ならまち（奈良町）」と通称される地区の大部分が元は元興寺の境内であった。猿沢池南東側にある交番のあたりが旧境内の北東端、奈良市音声館（奈良市鳴川町）のあたりが旧境内の南西端にあたる。

### 衰微と分立
平安京に遷都後も南都仏教界においては東大寺、興福寺が勢力を増す一方で、元興寺は律令制度が崩壊する平安時代中期（10〜11世紀）以降徐々に衰退していった。長元8年（1035年）の「堂舎損色検録帳」という史料によると、金堂をはじめとする元興寺の伽藍は、この頃には荒れ果てて見る影もなかったという。この頃、元興寺の別当が修理のために、玄象（絃上）と並ぶ名物とされた寺宝の琵琶「元興寺」を後朱雀天皇に売却したという話が「江談抄」（巻三、六十および六十一）「古今著聞集」（巻十二偸盗篇 第十九）に見え、寺の維持のために寺宝の琵琶を手放さなければならなかった元興寺の窮状を伝えている。なお寛元4年（1246年）の記録では、この頃までに五重塔の四、五重目と相輪が失われ、南大門、鐘楼が大破していたという。
室町時代の宝徳3年（1451年）、土一揆による焼き討ちによって小塔院が炎上すると炎は元興寺全体に広がった。五重塔などはかろうじて残ったが、金堂など主要堂宇や智光曼荼羅の原本は焼けてしまった。金堂は再建されるが、これも文明4年（1472年）の大風で倒壊し、これ以降金堂は再建されなかった。
この後、焼け跡に住宅が建てられていったこともあり、この頃を境に、寺は智光曼荼羅を奉安する極楽堂（曼荼羅堂）を中心とした「極楽院」（極楽坊）、五重塔を中心とした「観音堂」（現・塔跡）、それに「小塔院」という3つの寺院に分裂した。極楽坊は奈良西大寺の末寺となって真言律宗寺院となり、中世以降は智光曼荼羅、弘法大師（空海）、聖徳太子などの民間信仰の寺院として栄えた。

### 智光曼荼羅と尊像の信仰
元興寺には奈良時代の学僧・智光が描かせた極楽浄土の変相図「智光曼荼羅」があったが、平安時代後期頃から末法思想の流行や阿弥陀浄土信仰の隆盛とともにこの曼荼羅が信仰を集めるようになった。曼荼羅を奉安する堂は「極楽院」（現・極楽堂）と呼ばれて、次第に元興寺本体とは別の寺院として発展するようになった。これが現在、奈良市中院町にある元興寺、通称元興寺極楽坊である。現存する元興寺極楽坊の本堂と禅室は、奈良時代に智光をはじめとする僧たちが住んでいた僧房を鎌倉時代に改築したものである。
このほか当時の元興寺では、中門に安置されていた二天像（持国天・増長天）とその眷属である夜叉像八体、同じく中門に安置され、中門観音と呼ばれていた十一面観音像が多くの信仰を集めていた。
このうち二天像と夜叉像については9世紀前半頃に元興寺の僧であった義昭がまとめた「日本感霊録」や「今昔物語集」（巻十八第五十話）などの仏教説話集に霊験あらたかな像として喧伝されており、後に運慶も神護寺中門の二天像造立の際にこの元興寺中門二天像を摸刻している（『神護寺略記』）。なお、運慶は教王護国寺の中門再建の際にも元興寺二天像を模刻しているが（『東宝記』）、この像は文明18年（1486年）の土一揆で焼失した。
また中門観音は長谷寺の観音像と同じ木で造ったと伝えられ、長谷寺に参詣する者はまずこの中門観音に詣でるべきことが鎌倉時代初めに成立した「建久御巡礼記」（『當麻寺』の項参照）「護国寺本諸寺縁起集」などに見え、実際に、時期はさかのぼるが天禄2年（971年）、正暦元年（990年）にそれぞれ長谷寺参詣を行った藤原道綱母や藤原実資らがその途次、元興寺に参詣して灯明などを献じたことがそれぞれ「蜻蛉日記」（132段）、「小右記」（正暦元年九月七日条）に見える。
二天像は応仁元年（1467年）に落雷のため失われたが、この頃すでに元興寺観音堂に移されていた中門観音は難を逃れ、元興寺観音堂の後身である元興寺（塔跡）の本尊として現在でも祀られている。

### 現在の遺構等

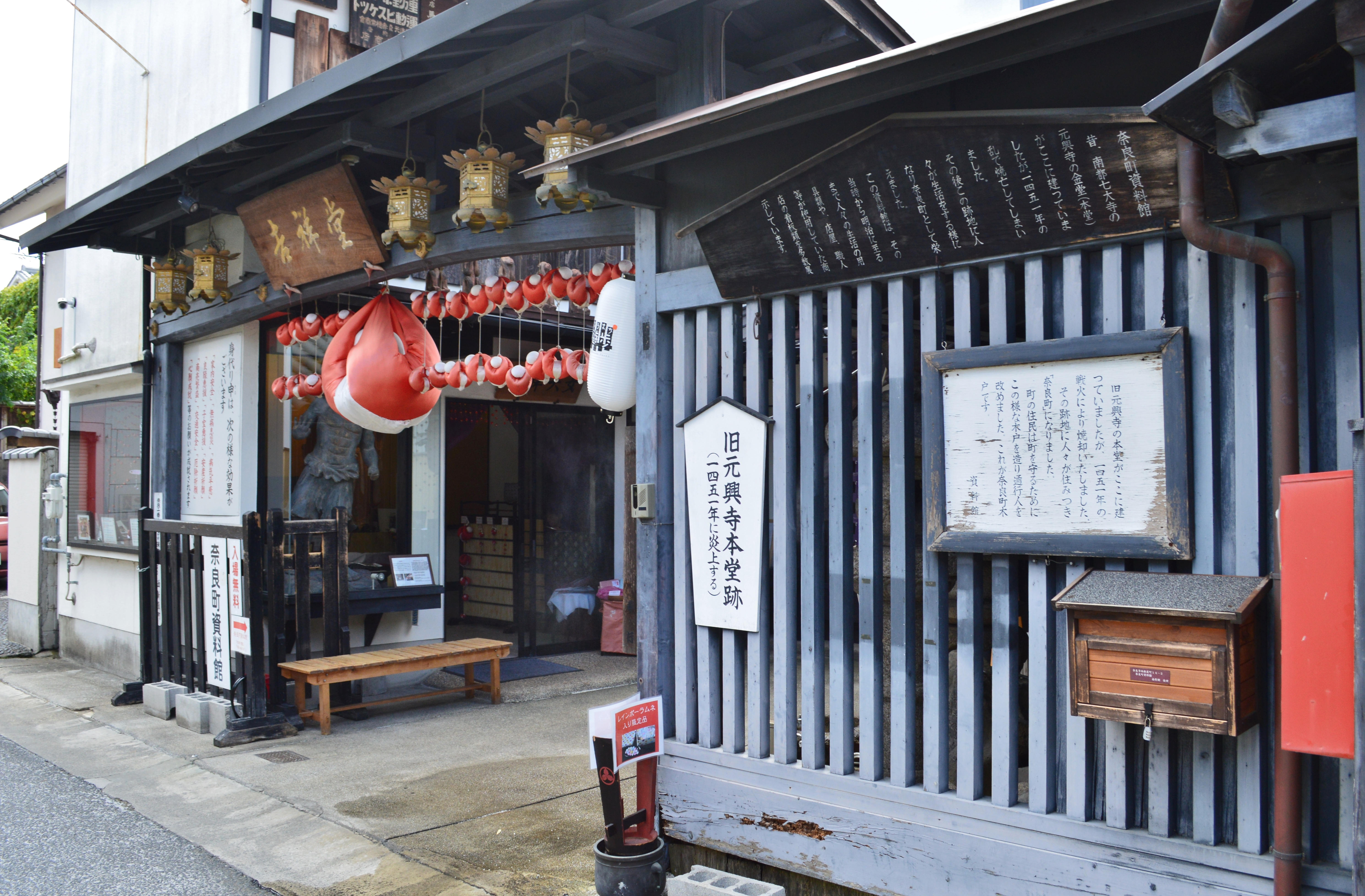
金堂跡付近
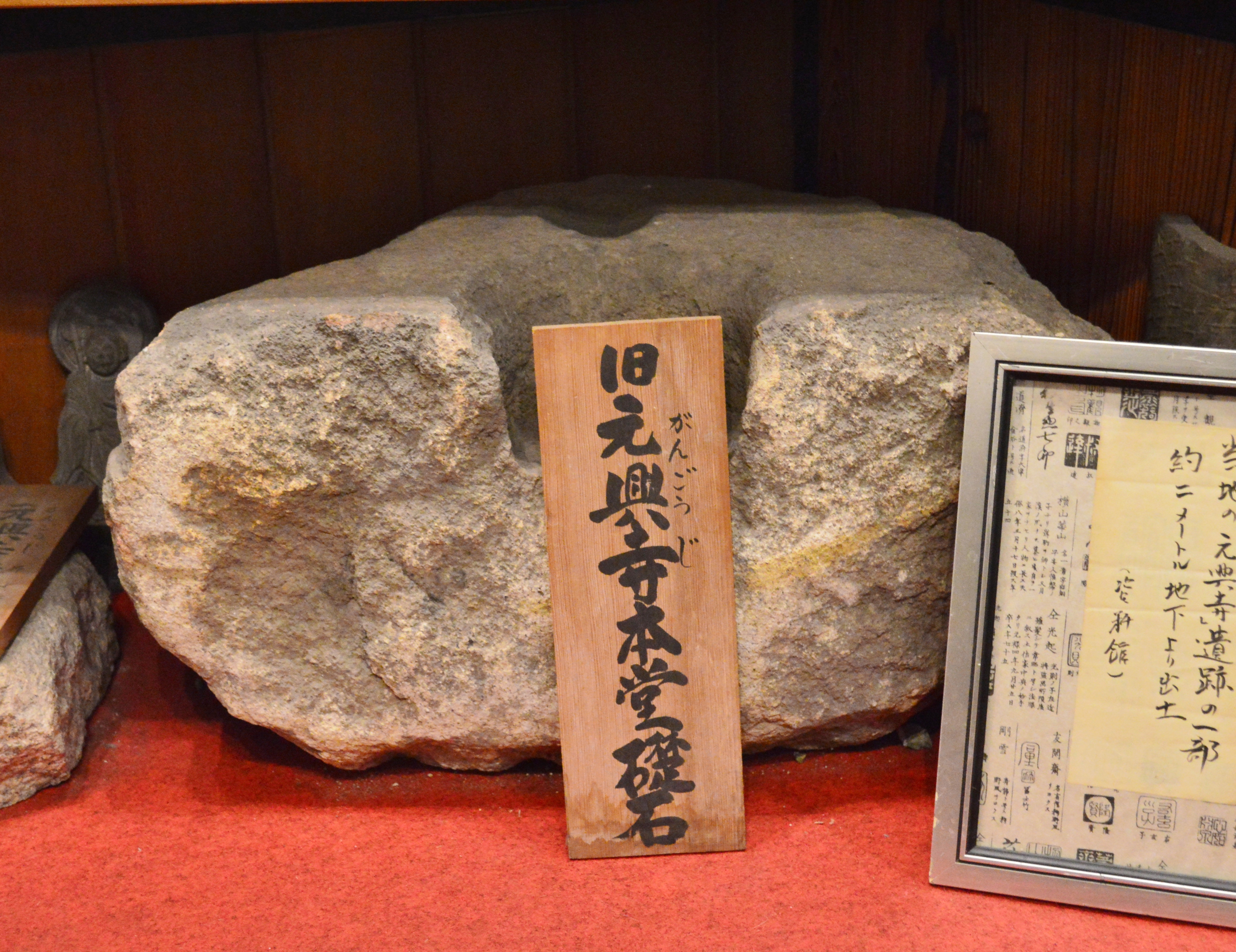
金堂礎石
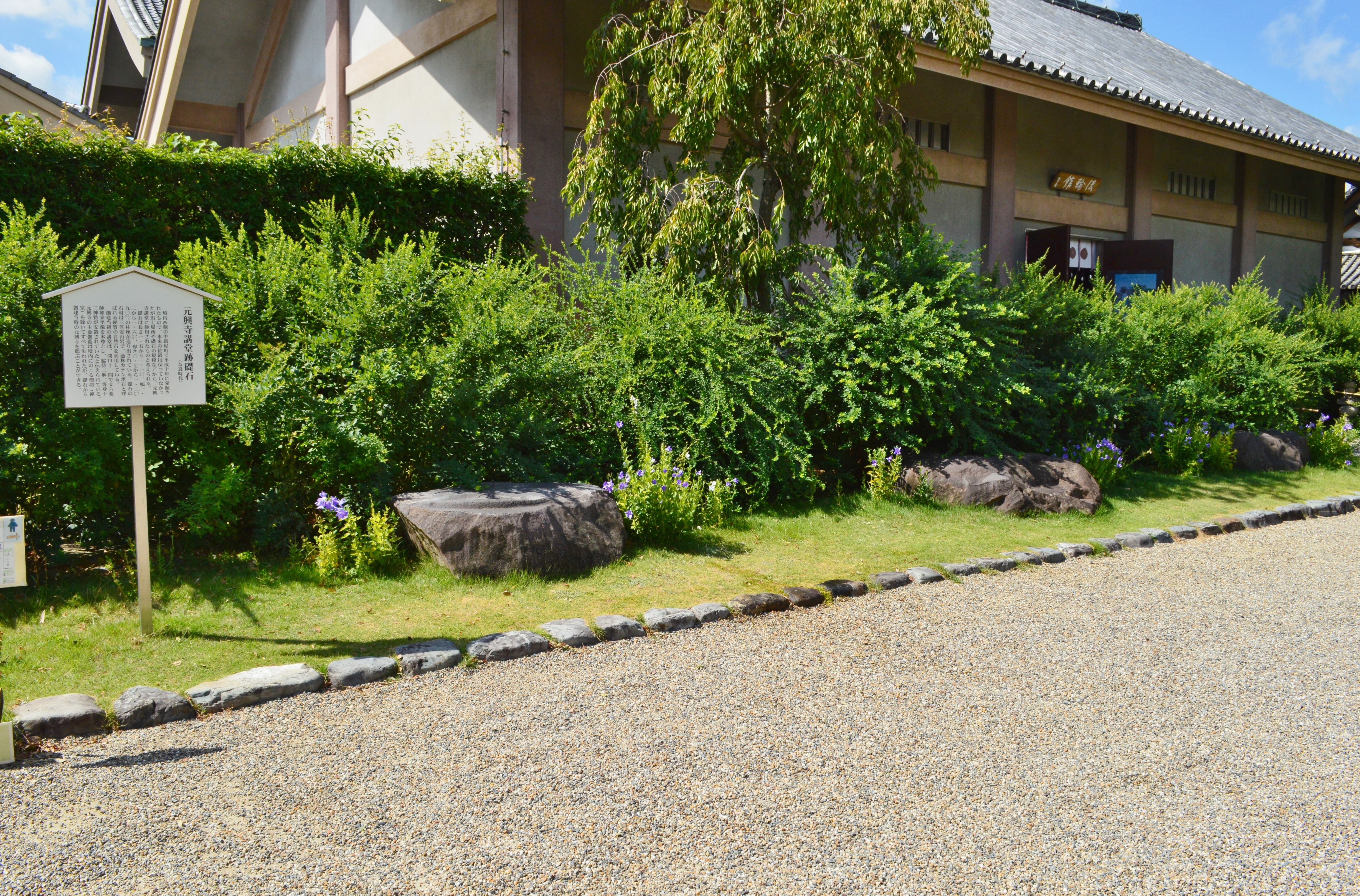
講堂礎石

## 元興寺（極楽坊）
元興寺は、奈良県奈良市中院町にある真言律宗の寺院。山号はなし。本尊は智光曼荼羅（阿弥陀如来を中心として極楽浄土の様相を描いた変相図、浄土三曼荼羅の1つ）。元興寺の子院であった極楽坊の系譜を引くため、元興寺極楽坊と通称される。「古都奈良の文化財」の一部として世界遺産に登録されている。

### 歴史
極楽院は明治以降は荒れ果て、現在国宝に指定されている本堂も1950年（昭和25年）ころまでは床は落ち、屋根は破れて「化け物が出る」と言われたほどの荒れ方であった。
第二次世界大戦中の1943年（昭和18年）に極楽院の住職となった辻村泰圓は、戦後になって戦災孤児のための社会福祉事業に尽力するかたわら、境内の整備や建物の修理を進めた。1962年（昭和37年）には辻村により境内に財団法人元興寺仏教民俗資料研究所が設立され（1978年（昭和53年）に元興寺文化財研究所と改称）、1965年（昭和40年）には寺宝を収蔵展示する収蔵庫が完成するなど、徐々に整備が進んだ。元興寺仏教民俗資料研究所は、本堂解体修理中に屋根裏から発見された数万点の庶民信仰資料（板塔婆など）を研究することを当初の目的として設立された。
極楽院は1955年（昭和30年）に「元興寺極楽坊」と改称、さらに1977年（昭和52年）に「元興寺」と改称されている。
2010年（平成22年）8月、禅室の一部に使用されている木材が世界最古の現役木製建築部材であることが確認された。

### 境内

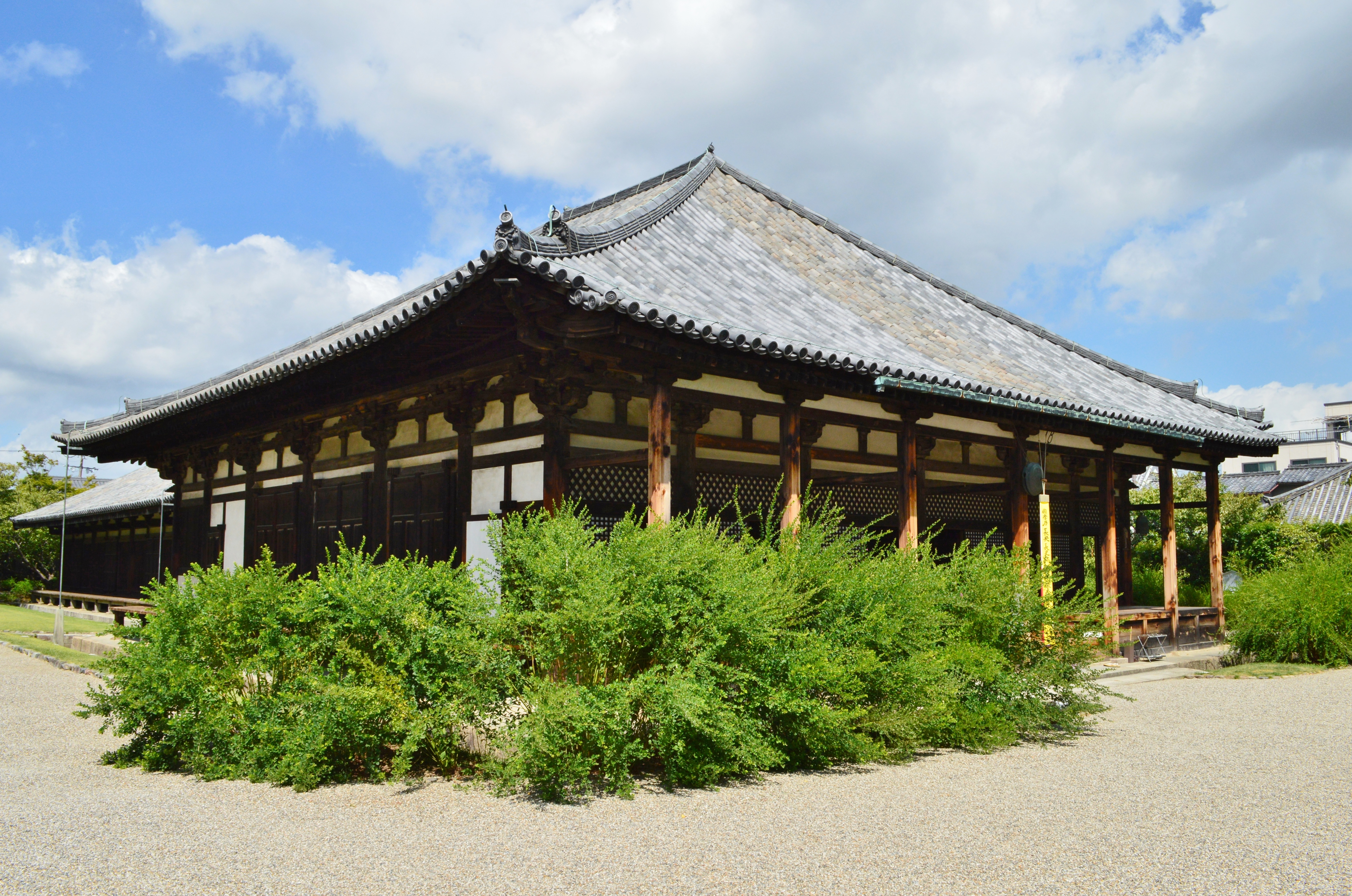
本堂（国宝）

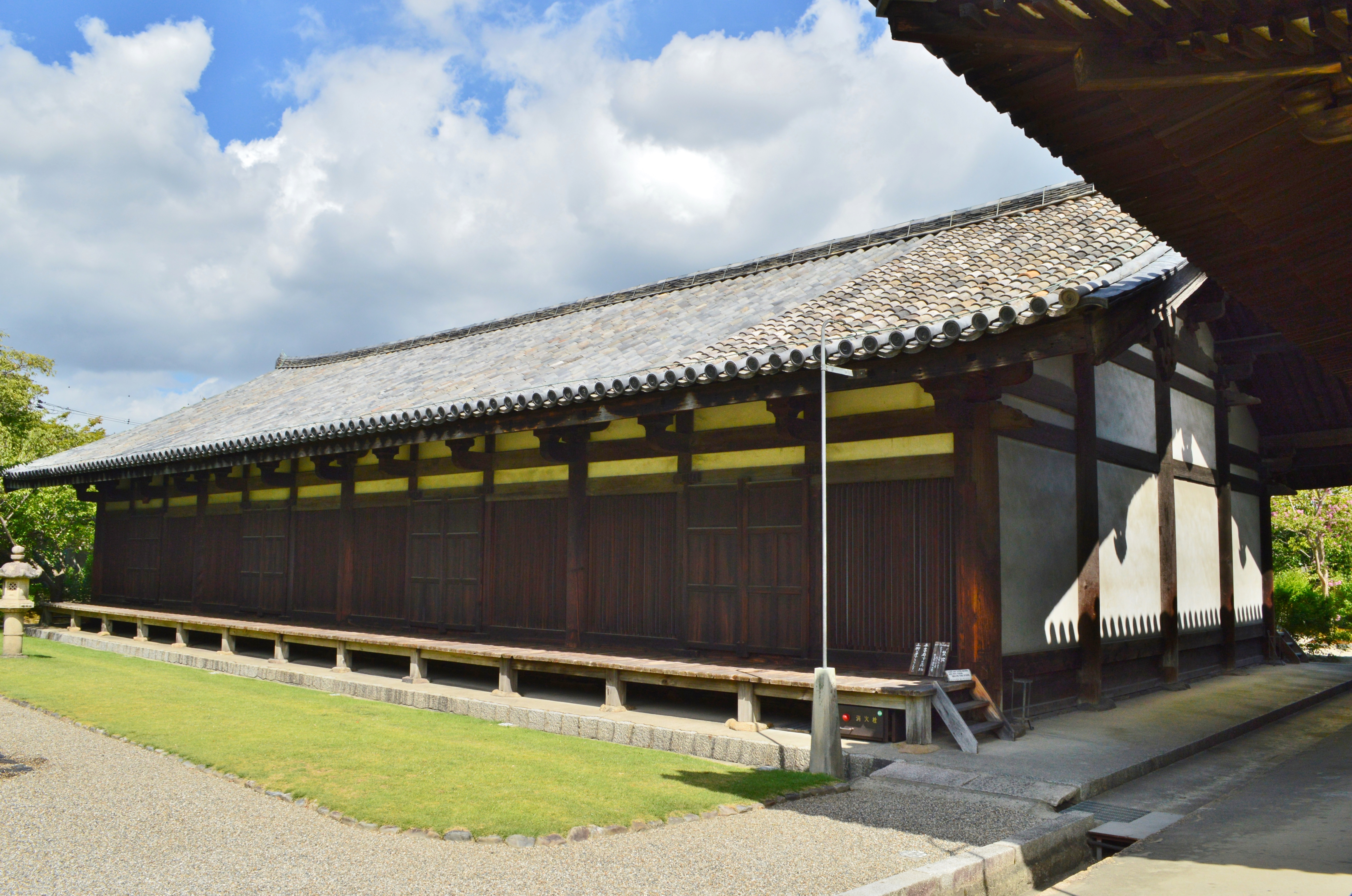
禅室（国宝）

- 本堂・極楽堂（国宝） - 極楽坊本堂、曼荼羅堂とも。本尊の智光曼荼羅図（板絵および絹本）を厨子内に奉安する。寄棟造、瓦葺で、東を正面として建つ（東を正面とするのは阿弥陀堂建築の特色）。この建物は寄棟造の妻側（屋根の形が台形でなく三角形に見える側）を正面とする点、正面柱間を偶数の6間とし、中央に柱が来ている点が珍しい（仏教の堂塔は正面柱間を3間、5間などの奇数とし、正面中央に柱が来ないようにするのが普通）。内部は板敷きの内陣の周囲を畳敷きの外陣がぐるりと囲んでおり、内陣の周囲を念仏を唱えながら歩き回る「行道」に適した構造になっている。鎌倉時代の寛元2年（1244年）、旧僧房の東端部分を改造したもので、内陣周囲の太い角柱や天井板材には奈良時代の部材が再用されている。また、屋根瓦の一部にも飛鳥〜奈良時代の古瓦が使用されている。ここに使われている古瓦は上部が細くすぼまり、下部が幅広い独特の形をしており、この瓦を重ねる葺き方を行基葺（ぎょうきぶき）という。
- 禅室（国宝） - 切妻造、瓦葺。本堂の西に軒を接して建つ。元は現・本堂も含んで東西に長いひと続きの僧房であったものを鎌倉時代に改築したものである。正面の4箇所に板扉があることからわかるように、現存部分は4区画分で、1区画には5-8人の僧が生活していたという。本堂と同様、部材や屋根瓦の一部には奈良時代のものが残っている。なお、2000年（平成12年）の元興寺文化財研究所の発表によれば、禅室の部材を年輪年代測定法で調査したところ、西暦582年伐採の樹木が使用されているとのことで、事実とすれば、本建物の一部には法隆寺西院伽藍よりも古い材木が使用されていることになる。
- 石仏群
- 法輪館 - 収蔵庫。1965年（昭和40年）築。
- 元興寺文化財研究所
- 小子坊（旧庫裏、奈良県指定有形文化財） - 元々は寛文2年（1662年）に再建された小子坊を改築し、移築したもの。
- 茶室「泰楽軒」
- 弁天社
- 西室（庫裏）「意楽庵」 - 都市景観形成指定。
- 北門
- かえる石 - 大坂城の乾櫓の西外堀を挟んで向かい側にあった石。
- 東門（重要文化財） - 東大寺西南院の門を中世末期に移築したもの。室町時代。

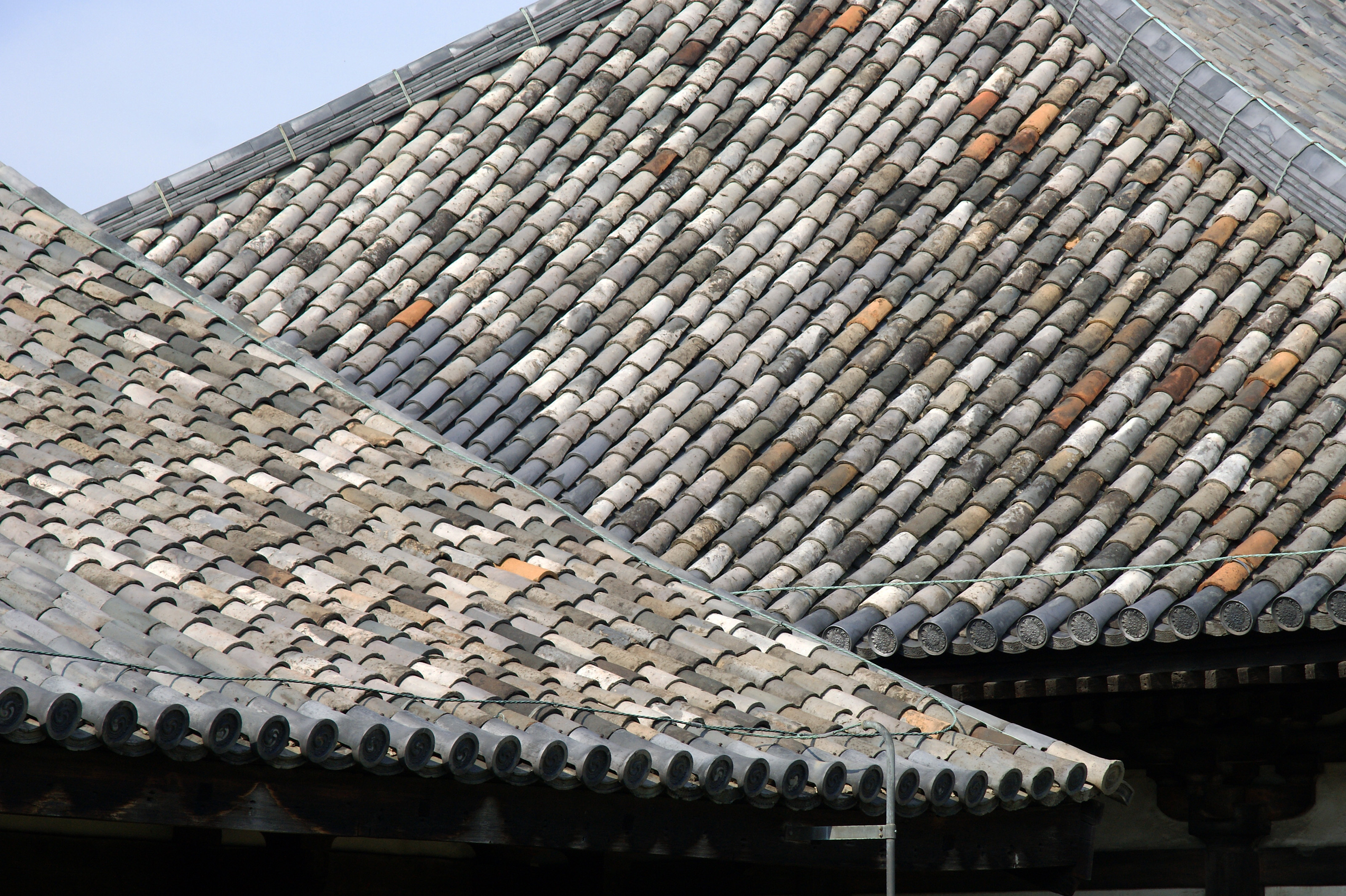
本堂・禅室 屋根 日本最古となる飛鳥時代の瓦を使用。
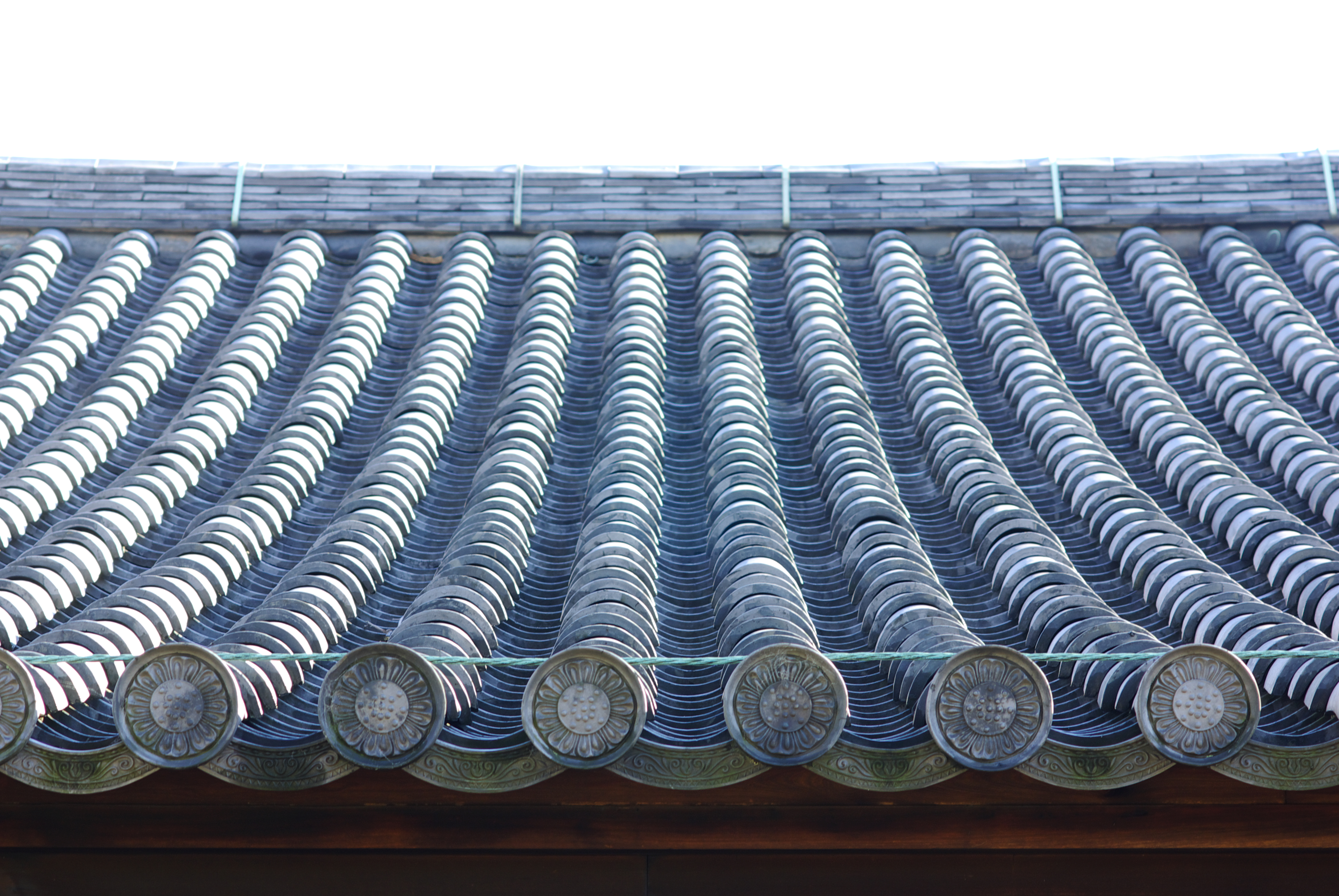
本堂 北側屋根 蓮華紋の鐙瓦。
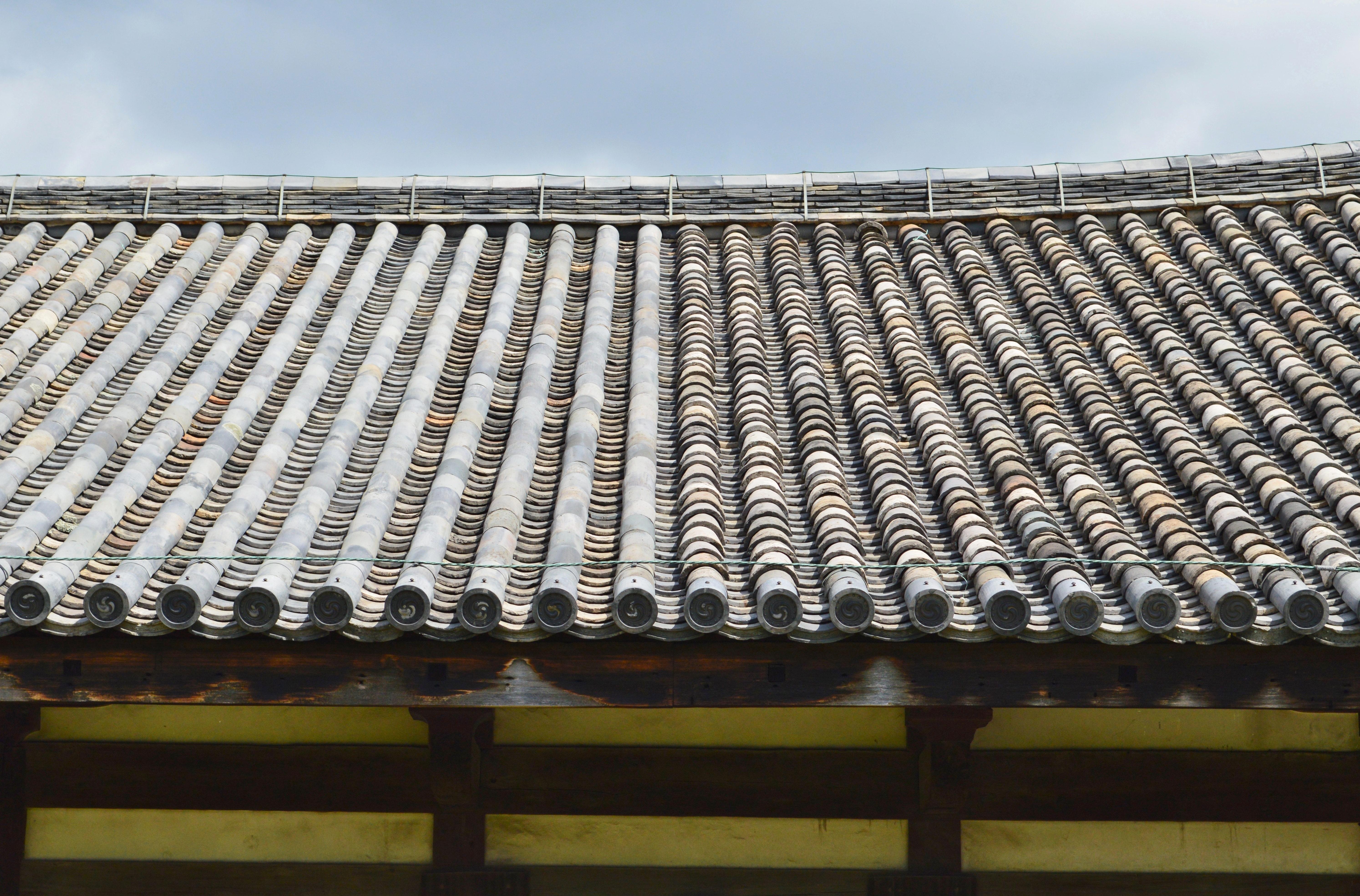
禅室 南側屋根 左は通常の本瓦葺、右は行基葺。
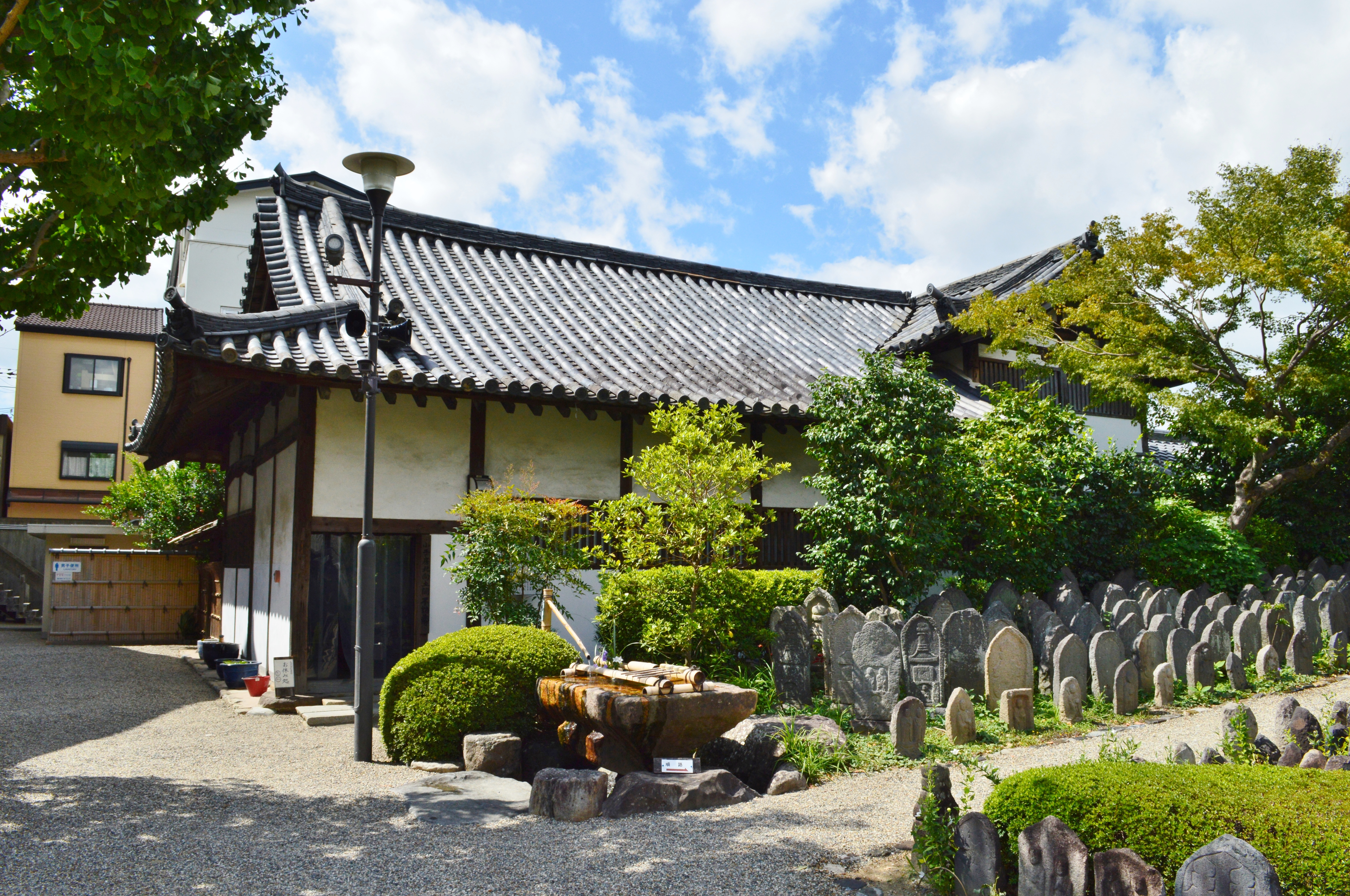
小子房（旧庫裏、奈良県指定文化財）
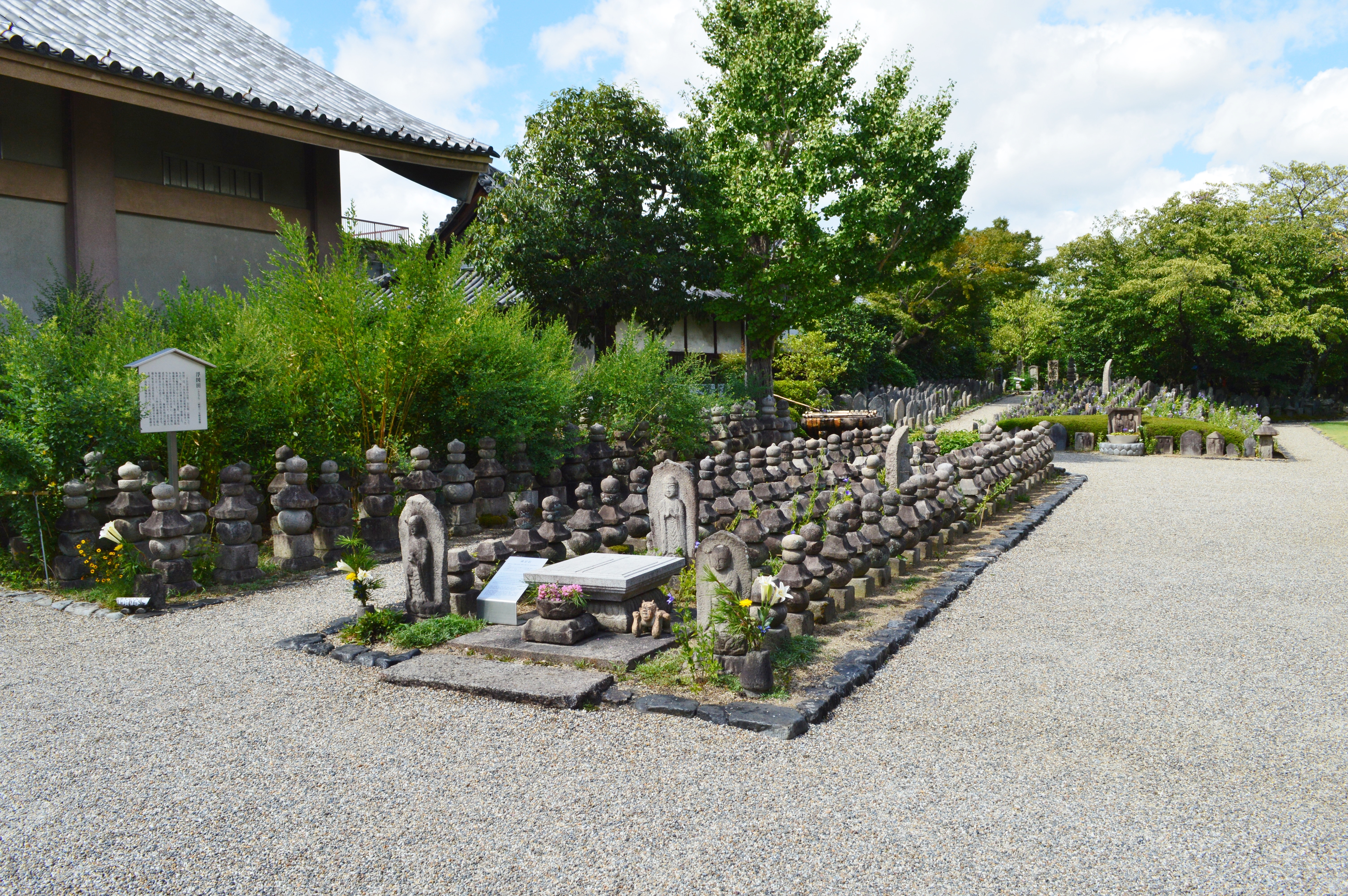
石仏群（浮図田）
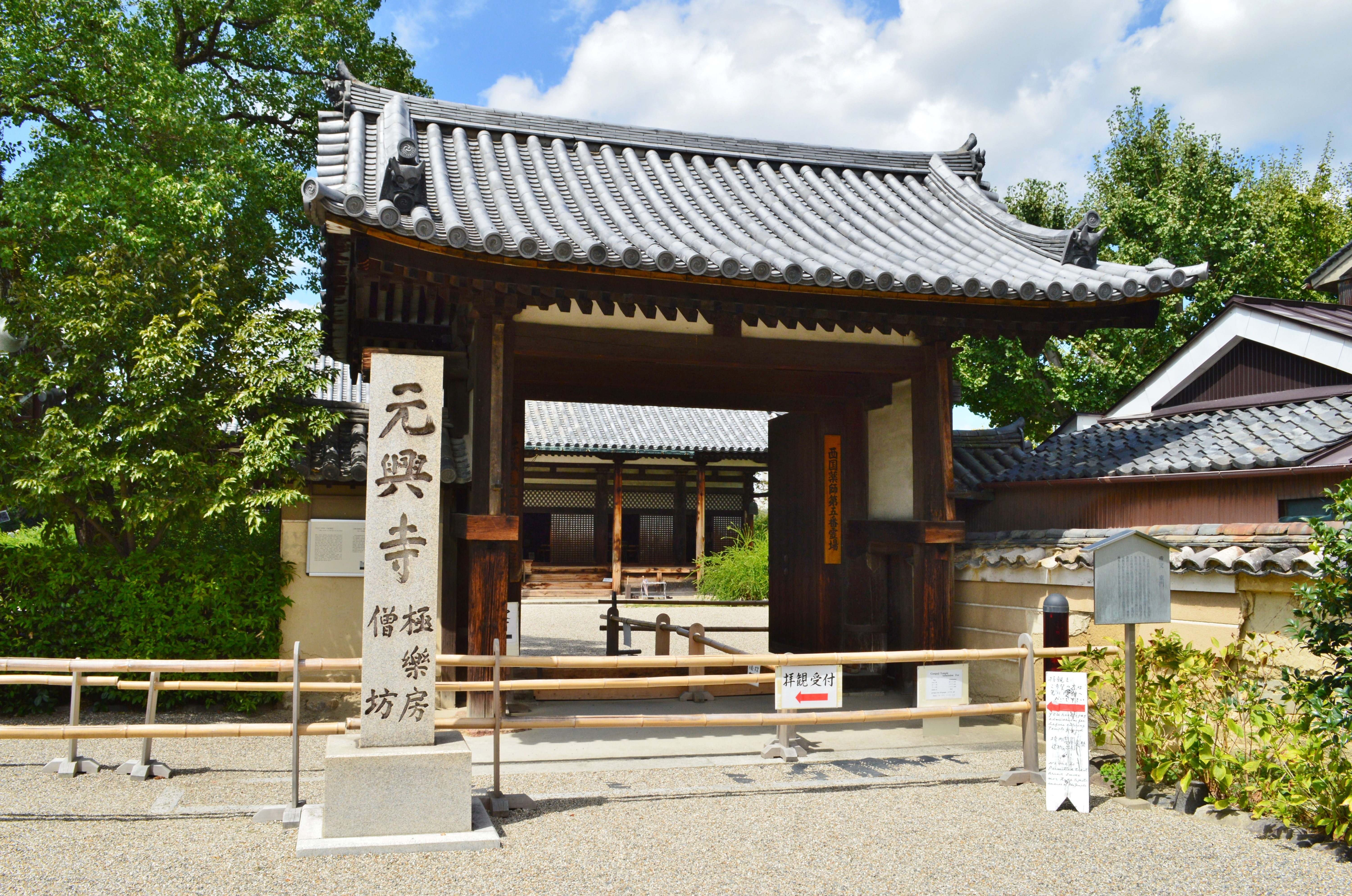
東門（重要文化財）
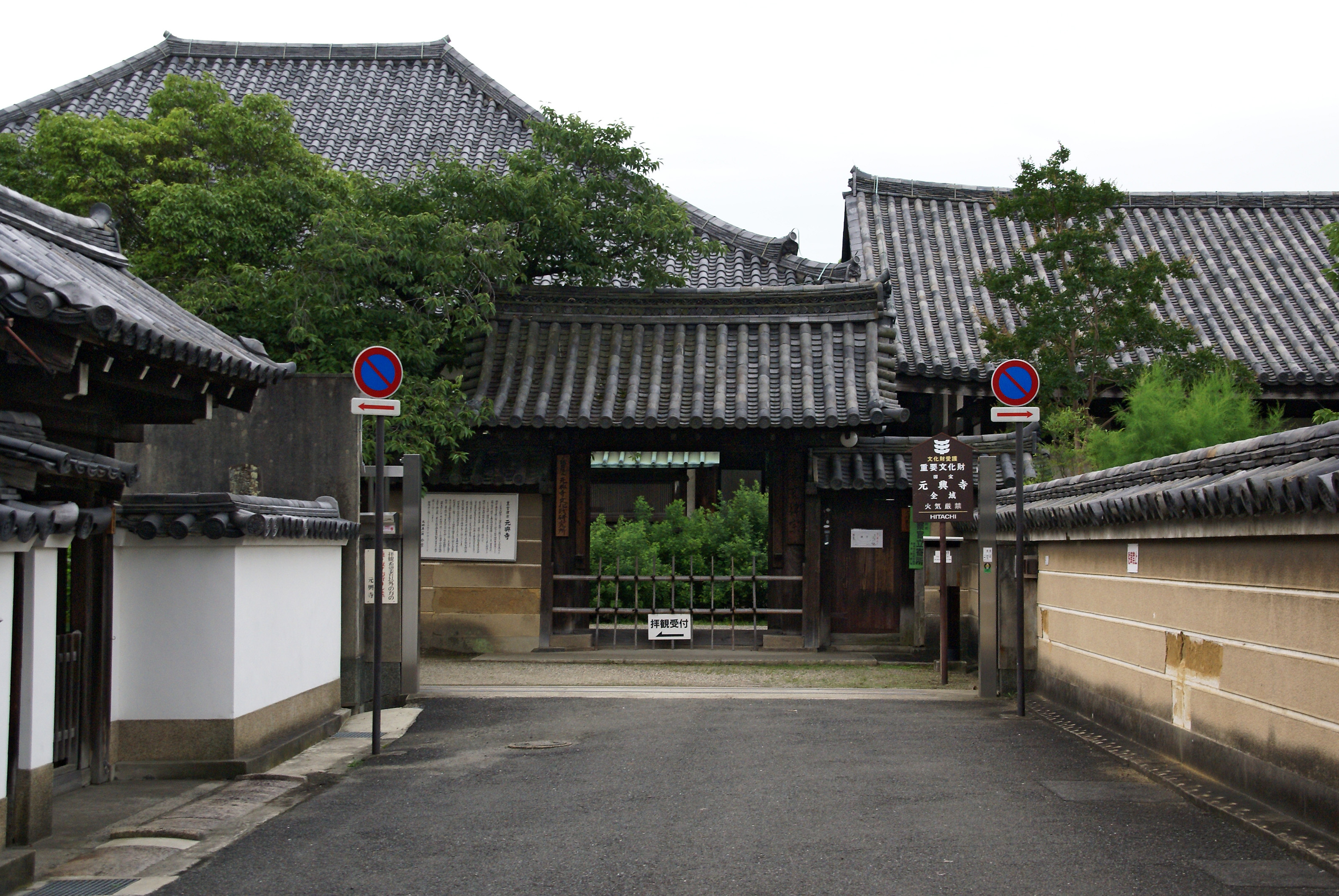
北門
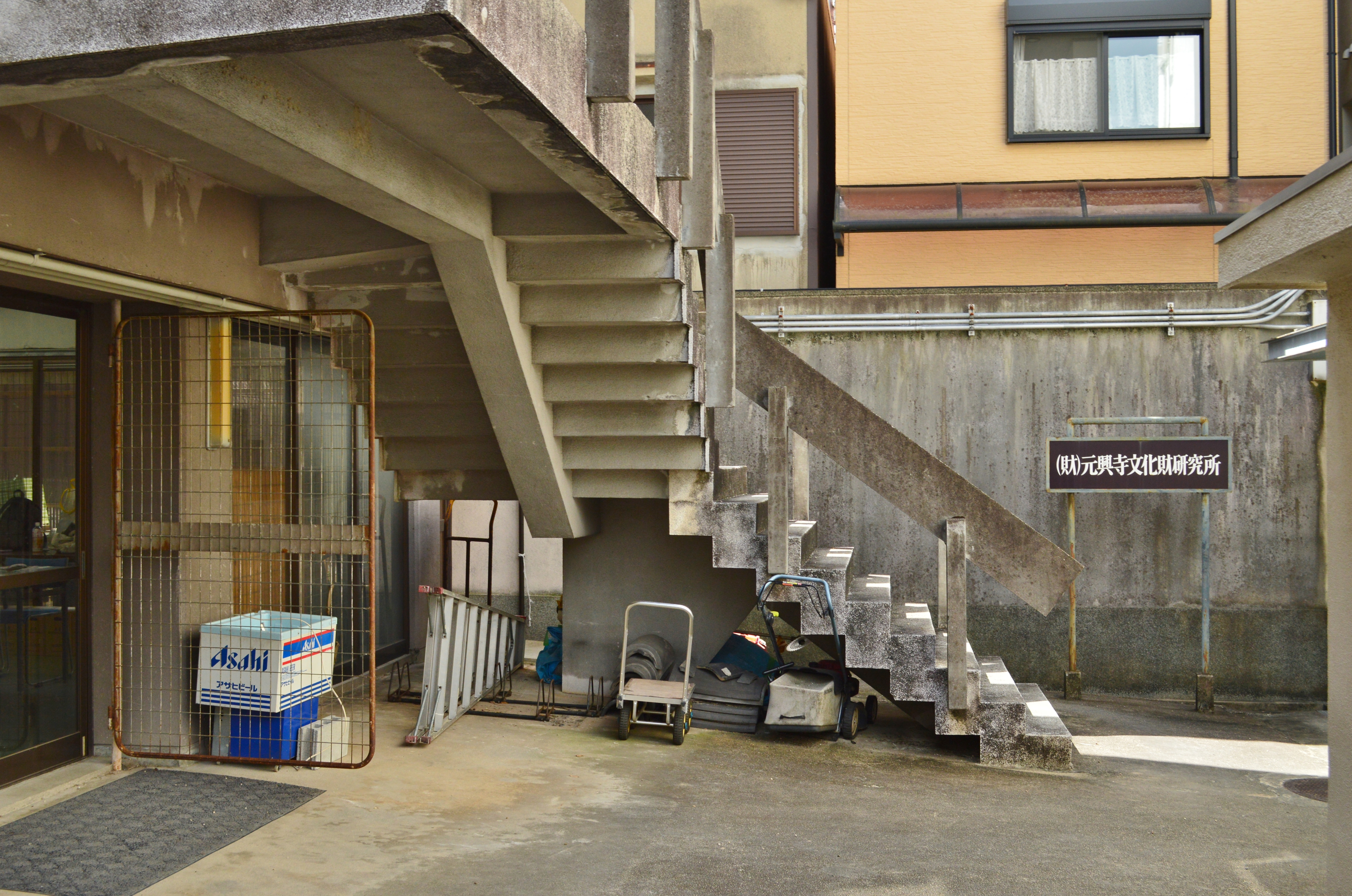
元興寺文化財研究所

### 文化財

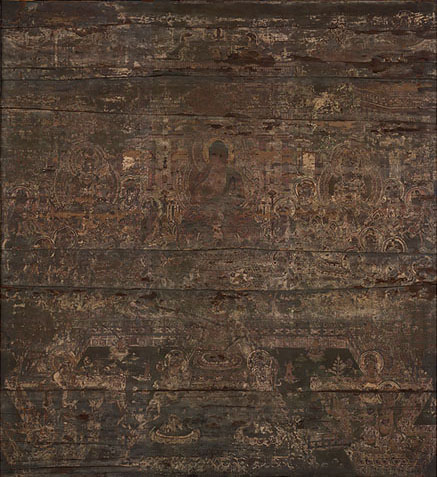
智光曼荼羅（板絵）
（重要文化財）

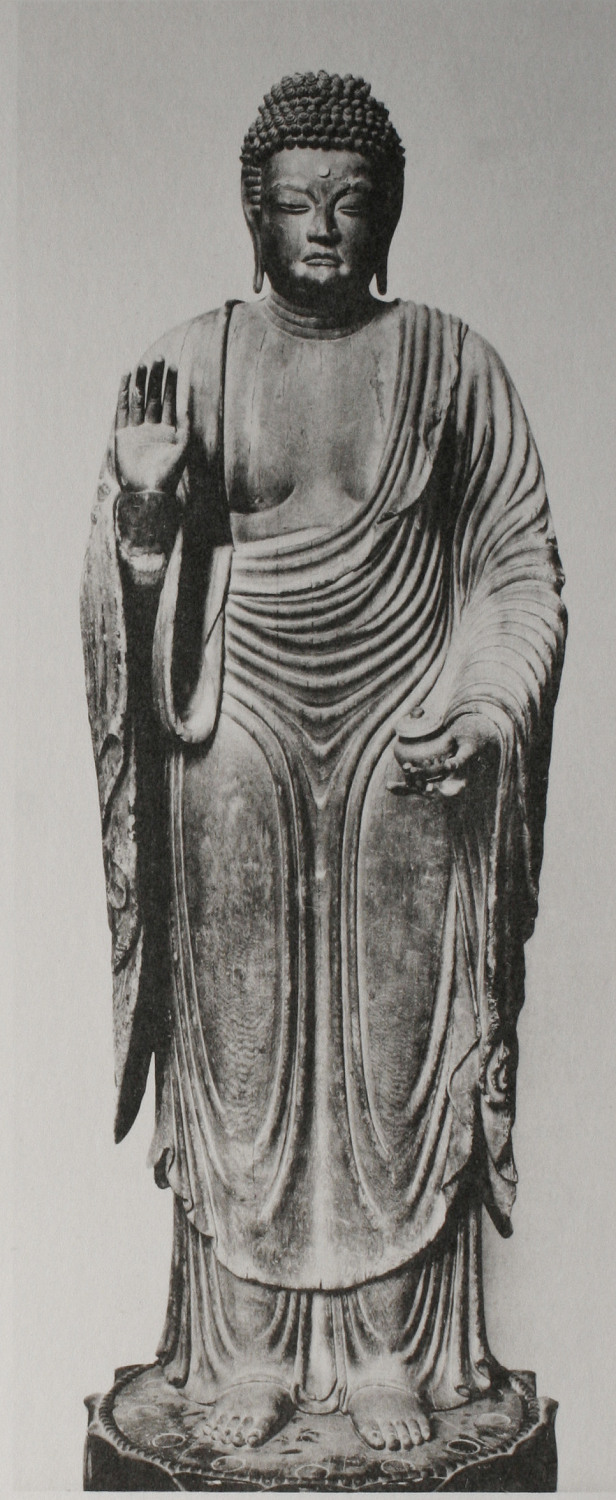
木造薬師如来立像（国宝）

#### 国宝
- 本堂（附：厨子及び仏壇、棟札（寛元2年））
- 禅室
- 五重小塔 - 収蔵庫に安置。奈良時代。高さ5.5メートルほどの小塔だが、内部構造まで省略せずに忠実に造られており、「工芸品」ではなく「建造物」として国宝に指定されている。同じく建造物として国宝に指定されている海龍王寺の五重小塔は、奈良時代の作であるものの内部構造は省略されているため、現存唯一の奈良時代の五重塔の建築構造を伝える資料として貴重である。かつては「小塔院」の建物小塔堂内に安置されていたと伝えられる。一貫して屋内にあったため傷みが少ない。

#### 重要文化財
- 東門
- 著色智光曼荼羅図（板絵）（附：絹本著色智光曼荼羅図）
- 木造阿弥陀如来坐像
- 木造弘法大師坐像（附：像内納入品）
- 木造聖徳太子立像 善春作（附：像内納入品）

※木造弘法大師坐像及び木造聖徳太子立像の像内納入品の明細は以下に。

#### 重要有形民俗文化財
- 元興寺庶民信仰資料 65395点 - 板絵着色仏像、紙本印仏、千体仏、小型五輪塔、塔婆、こけら経など

#### 奈良県指定有形文化財
- 元興寺極楽坊旧庫裏（建造物） - 江戸時代、寛文2年（1662年）の造営。1962年（昭和37年）7月12日指定[1]。
- 絹本著色阿弥陀浄土図（伝智光曼荼羅）（絵画） - 室町時代の作。1993年（平成5年）3月5日指定[1]。
- 木造聖徳太子立像（南無仏太子）（彫刻） - 鎌倉時代の作。1967年（昭和42年）3月27日指定[1]。

#### 奈良市指定有形文化財
- 木造地蔵菩薩立像（彫刻） - 像内と台座に天文十五年、宿院仏師定正等の銘がある。室町時代の作。2017年（平成29年）3月14日指定[2]。

#### 国の史跡
- 元興寺極楽坊境内 - 1965年（昭和40年）2月22日指定[3]。

### 前後の札所
西国薬師四十九霊場
4 興福寺東金堂　-　5 元興寺　-　6 新薬師寺
大和北部八十八ヶ所霊場
8 新薬師寺　-　9 元興寺　-　10 伝香寺
南都七大寺
2 興福寺　-　3 元興寺　-　4 大安寺
大和地蔵十福霊場
1 伝香寺　-　2 元興寺　-　3 十輪院
神仏霊場巡拝の道
追加 丹生川上神社下社　-　追加 元興寺　-　42 住吉大社

## 元興寺（塔跡）
元興寺は、奈良県奈良市芝新屋町にある華厳宗の寺院。山号はなし。本尊は十一面観音（中門観音）。元興寺五重塔・観音堂（中門堂）の系譜を引くため、元興寺塔跡と通称される。

### 歴史
宝徳3年（1451年）の土一揆による焼き討ち以後、寺は智光曼荼羅を奉安する「極楽院」（極楽坊）、五重塔を中心とする「観音堂」（現・塔跡）、それに「小塔院」の3つの寺院に分裂していった。観音堂はやがて東大寺の末寺となり、五重塔を中心とする寺院として維持されていた。
五重塔は奈良時代に建立された高さ72メートルとも57メートルともいわれる巨大なもので、奈良の名物として有名であった。しかし、宝徳3年（1451年）の火災にも焼け残った創建遺構の五重塔及び観音堂は、江戸時代末期の安政6年（1859年）に観音堂の東側の町屋から出た火災に巻き込まれて焼失した。以後五重塔は再建されることはなかった。以降は「元興寺」の寺号は継ぐものの衰微している。
1930年（昭和5年）に現在の本堂である観音堂が再興されている。
2023年7月以降、管理人の転居に伴い拝観ができなくなっていたが、地元自治会や市民ら多くのボランティアが整備に協力し、2024年以降は春・秋の観光シーズンなどに期間限定で特別拝観を行うようになった。

### 境内
- 本堂（観音堂） - 1930年（昭和5年）再建。
- 鐘楼
- 稲荷社
- 啼燈籠（なきとうろう） - 正嘉元年（1257年）に作られた制作年代がわかる燈籠としては奈良市内で2番目に古いものである。1944年（昭和19年）の地震で倒壊したが、2010年（平成22年）に元通りに修復された。
- 五重塔跡 - 奈良時代から残る創建遺構で、寺伝によると一辺3丈（約9メートル）総高は24丈（約72メートル）で、東寺五重塔より大きいと伝えられる超大型塔があったが、安政6年（1859年）に、観音堂などとともに焼失。現在まで再建されていない。なお、総高は実際には19丈程度（約57メートル）であったとされるが、それでも東寺の五重塔（54.8メートル）より高い。
- 庫裏
- 地蔵堂
- 山門
- 総門

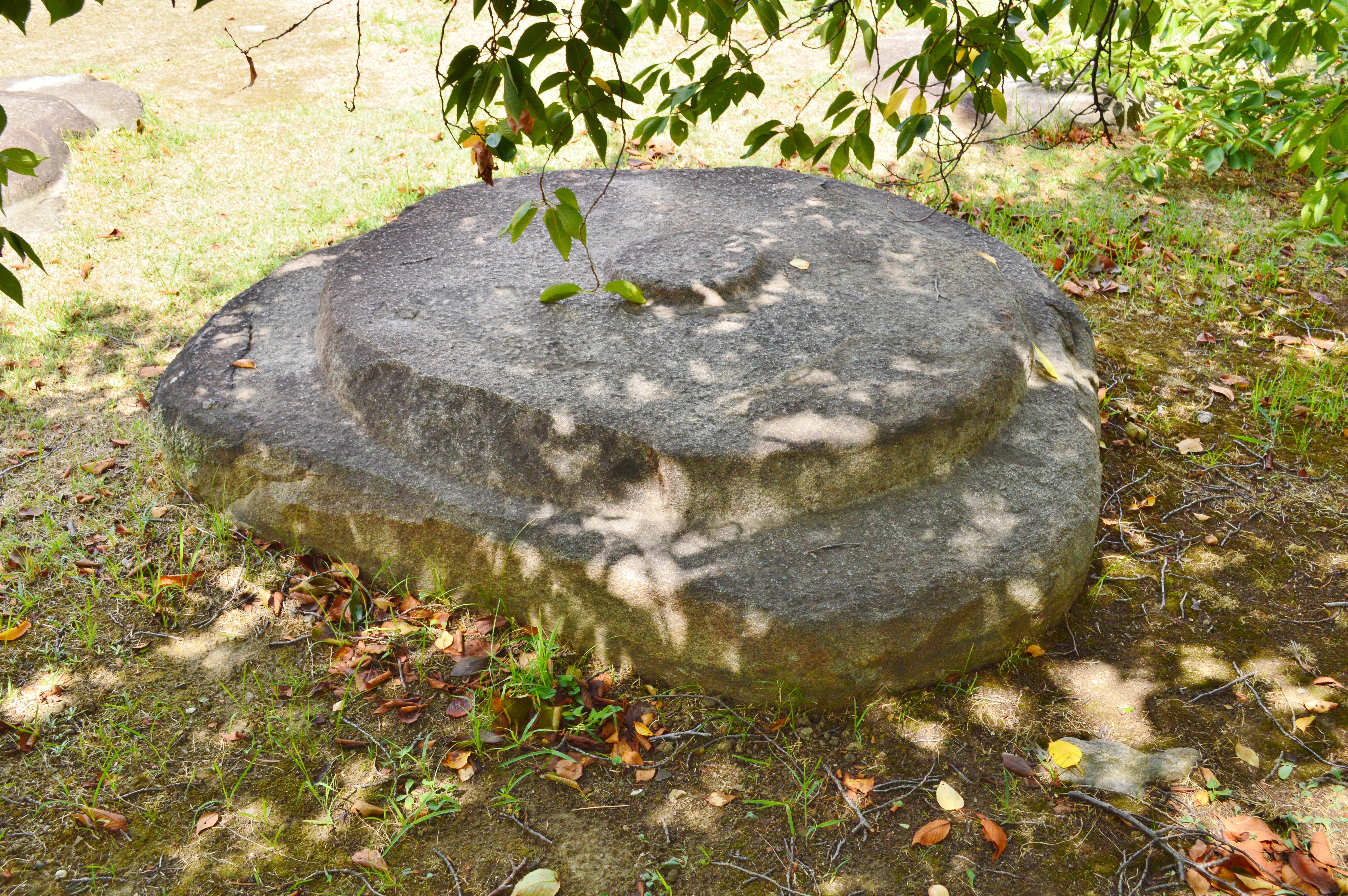
塔心礎

### 文化財

#### 国宝
- 木造薬師如来立像 - 平安前期の作。奈良国立博物館に寄託。

#### 重要文化財
- 木造十一面観音立像 - 奈良国立博物館に寄託。
- 元興寺塔址土壇出土品 玉類銅銭等一括 - 奈良国立博物館に寄託。

#### 奈良市指定有形文化財
- 木造不動明王坐像（彫刻） - 江戸時代の作。1989年（平成元年）3月7日指定[2]。

#### 国の史跡
- 元興寺塔跡 - 1932年（昭和7年）4月25日指定[6]。

### 前後の札所
大和北部八十八ヶ所霊場
4 徳融寺　-　5 元興寺塔跡　-　6 十輪院